# 다가네쓰키노 오오미
다가네쓰키노 오오미(米餅搗大使主, たがねつきの おおおみ)는 고쇼 천황 1황자의 천족 언국 오시 인명에서 7대째의 자손인 고훈 시대의 인물로, 아버지는 다케후루쿠마으로 알려졌다.